# 费希
费希（法語：Féchy）是瑞士联邦西部法语区的沃州下设的一个镇。在行政上属于莫尔日区管辖。费希的总面积为2.70平方公里。截至2010年底，总人口为778。